# Socha svatého Jana Nepomuckého (Žižkov)
Socha svatého Jana Nepomuckého na Žižkově v Praze se nachází ve dvoře domu v Krásově ulici čp. 1841. Je chráněna jako nemovitá kulturní památka České republiky.

## Historie
Socha původně stála ve dvoře staršího (zbořeného) objektu čp. 23, který byl součástí usedlosti Horní Sklenářka. Spolu s kamennými sokly pochází z poloviny 19. století. Nika, ve které je umístěna, byla vybudována v roce 1930 při výstavbě domu čp. 1841.

## Popis
Pískovcová socha svatého Jana Nepomuckého se dvěma sokly po stranách stojí ve zděné nice. Mírně esovitá postava má nakročenou pravou nohu, kterou spočívá na soklu. Na mense soklu jsou patrné zbytky vyrytého nečitelného chronogramu. Světec je oděn v tradičním kněžském rouchu v kanonickém plášti a na hlavě má biret. Pravou rukou přidržuje na levém předloktí krucifix.
Socha je umístěna ve zděném výklenku. Po obou stranách sochy jsou umístěny dva pískovcové tesané sokly, které jsou zakončeny splývavým náběhem s volutovým ukončením. Výklenek s nikou je postaven v klasicistním stylu, vyzděn z cihel a omítnut. Průčelí je po obou stranách výklenku členěno lizénou a nahoře ukončeno prostou římsou.

## Další informace
Socha byla vyhotovena podle sochy svatého Jana Nepomuckého z Karlova mostu (1683, Jan Brokoff) a na Sklenářce původně spočívala i na podobném podstavci. Z tohoto podstavce se v roce 1924 dochovaly dvě součásti umístěné po stranách sochy - na jedné straně reliéf tesaný v kameni, který zobrazoval zpovídající se královnu, a na druhé straně reliéf zobrazující svržení svatého Jana z mostu. Další částí dochovanou k roku 1924 byl sloupek s hlavicí.